# Maltine Girls Wave
『Maltine Girls Wave』（マルチネ ガールズ ウェーブ）はネットレーベルの Maltine Records と東京女子流とのコラボレーションによるアルバム。2014年1月15日に avex trax から発売された。
2014年3月20日、12インチEP盤の『Maltine Girls Wave EP』（avex/JET SET、JS12S108）を発売。

## 概要
ネットレーベルであるMaltine Recordsに参加中のクリエイター5人が楽曲を制作し、そこに東京女子流メンバー5人がそれぞれソロでフィーチャリング・ボーカルとして参加している。Disc 1（Blu-ray Disc または DVD）には5曲それぞれ違う映像ディレクターによって制作されたミュージック・ビデオが収録されている。また、Disc 2（CD）には雑誌『SWITCH』特別編集号「ソーシャルカルチャーネ申1oo The Bible」(スイッチ・パブリッシング、2012年10月6日発売)の特別付録として制作された、アーティスト7組の手による東京女子流の楽曲のリミックス・バージョンも収録されている。Blu-ray Disc + CD（AVXD-91680/B）とDVD + CD（AVBD-92056/B）の2形態がある。

## 収録内容

### Disc 1
1. マジ勉NOW! feat.新井ひとみ
映像ディレクター：NiceGolden!!!@contrarede
2. Spica feat.小西彩乃 & 生活必需品
映像ディレクター：椎名ぴかりん
3. Umbrella feat.山邊未夢
映像ディレクター：安藤桃子 feat.YU-KI TANAKA (CG)
4. Kawaii Rave feat.庄司芽生
映像ディレクター：新田桂一
5. Day By Day feat.中江友梨
映像ディレクター：ロッカクアヤコ
6. -Making Movie- Shooting Off Shot 
  - NiceGolden!!!@contrarede×新井ひとみ
  - 椎名ぴかりん×小西彩乃
  - 安藤桃子 feat.YU-KI TANAKA (CG)×山邊未夢
  - 新田桂一×庄司芽生
  - ロッカクアヤコ×中江友梨

### Disc 2
1. マジ勉NOW! feat.新井ひとみ / dancinthruthenight
作詞・作曲・編曲：dancinthruthenight
ボーカル：新井ひとみ（東京女子流）、dancinthruthenight
2. Spica feat.小西彩乃 & 生活必需品 / fazerock
作詞・作曲・編曲：fazerock
ボーカル：小西彩乃（東京女子流）、生活必需品
3. Umbrella feat.山邊未夢 / banvox
作詞・作曲・編曲：banvox
ボーカル：山邊未夢（東京女子流）
4. Kawaii Rave feat.庄司芽生 / Gigandect
作詞：Jane Taylor、作曲・編曲：Gigandect
ボーカル：庄司芽生（東京女子流）
5. Day By Day feat.中江友梨 / Avec Avec
作詞・作曲・編曲：Avec Avec
ボーカル：中江友梨（東京女子流）
6. Liar（RE:NDZ Remix） / 東京女子流
7. ヒマワリと星屑 （Yoshino Yoshikawa "Pollarstars" Remix） / 東京女子流
8. ゆうやけハナビ （banvox Remix） / 東京女子流
9. Rock you! （tofubeats 1988 dub version） / 東京女子流
10. おんなじキモチ （Hercelot Remix） / 東京女子流
11. Limited addiction （okadada Remix） / 東京女子流
12. キラリ☆ （Avec Avec Remix） / 東京女子流